# سلاح الإشارة

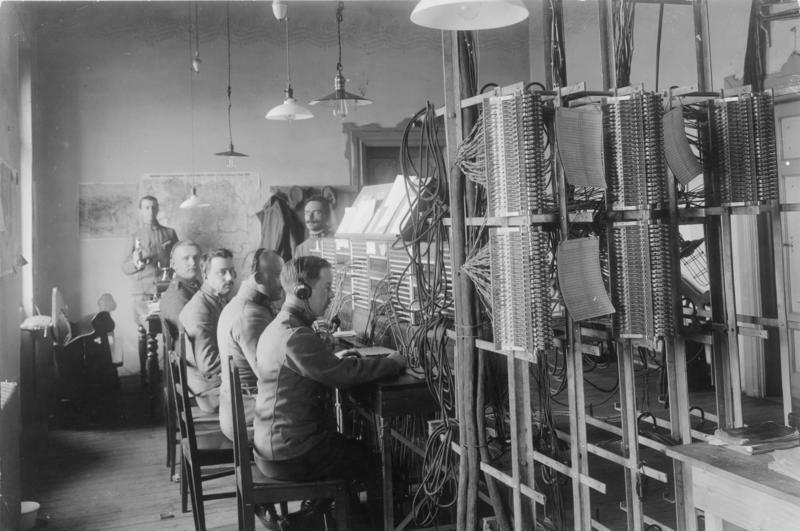

سلاح الإشارة هو سلاح يهتم بتدريب ضباط وأفراد الجيش على دورات تخصصية وأنظمة ومعدات الأتصالات الثابتة والميدانية واستقبال وتدريب الطلبة العسكرين لتأهيلهم على تشغيل وصيانة أنظمة ومعدات الأتصالات. وهو سلاح من أهم الأسلحة في القوات المسلحة قديما وحديثا. وزادت اهميته في العصر الحديث نظرا للتطور الحاصل على جميع المستويات سواء معدات الأتصال أو التقنية المستخدمة في الحروب الحديثة أو التدريب الحديث الذي يستلزمه هذا التطور السريع الهائل.وقد قام سلاح الأشارة تباعاً منذ تأسيسه بمواكبة كل ذلك وسعى جاهدا من بين كل الأسلحة إلى تطوير معداته الثابتة والمستخدمة ميدانياً.وقام بتكثيف التدريب لأفراده وضباطه على هذه الأجهزة.أضافة إلى تنمية أحساسهم بدور الأتصالات في ميدان المعركة وفي جميع الميادين والأحوال وأهمية ضمان أيصال المعلومات.كما قام هذا السلاح بالتركيز على دور الحرب الألكترونية وكيف أنها قد تكون الضد والعدو الأكبر لأتصالاتك في الميدان وقد أولى السلاح هذا الجانب اهمية كبرى كانت بارزة في الآونة الأخيرة.